# منتخب غينيا بيساو لكرة القدم
منتخب غينيا بيساو الوطني لكرة القدم (بالبرتغالية: Seleção nacional de Futebol da Guiné-Bissau) ملقب بجورتوس (الكلاب البرية) , هو ممثل دولة غينيا بيساو في الاتحاد الدولي لكرة القدم للرجال وكان يعرف حتى سنة 1975 باسم منتخب غينيا البرتغالية. يديره اتحاد كرة القدم في غينيا بيساو، ولم يتأهل الفريق أبدًا إلى كأس العالم. لكنه تأهل إلى كأس الأمم الأفريقية أربع مرات، وكان أول ظهور للمنتخب في كأس الأمم الأفريقية في بطولة عام 2017. الفريق عضو في كل من الاتحاد الدولي لكرة القدم والاتحاد الأفريقي لكرة القدم.

## تاريخ

### تصفيات كأس العالم
دخلت غينيا بيساو أول مرة تصفيات كأس العالم في بطولة كأس العالم 1998 في فرنسا. تطلبت الجولة الأولى من التصفيات الأفريقية أن يواجهوا غينيا في مباراة ذهاب وإياب. أقيمت مباراة الذهاب على أرض المنتخب في ملعب 24 دي سيتيمبرو في بيساو في 1 يونيو 1996 بحضور 15000 شخص. وتقدمت غينيا بيساو 2-0 في نهاية الشوط الأول بعد هدفين أحرزهما بيريرا تافاريس في الدقيقتين 11 و 36. ثم أتى التعادل من الغيني تيتي كامارا عبر هدفين في الدقيقتين 53 و 54. ثم حصل كو سيبريانو من غينيا بيساو  على ضربة جزاء في الدقيقة 60 وسجل هدفًا ليجعل النتيجة 3-2. أقيمت مباراة الإياب في استاد 28 سبتمبر في كوناكري. سجل الغيني مومو سوما هدف التعادل في الشوط الأول قبل أن يسجل ناندو كو لاعب غينيا بيساو ليضع فريقه في المقدمة بنتيجة 4-3 في مجموع المباراتين، لكن تمكن المنتخب الغيني من إحراز هدفين آخرين، مما جعل النتيجة 5-4 في المجموع ليخرج منتخب غينيا بيساو من التصفيات.
لم يتقدم منتخب غينيا بيساو أبدًا إلى ما بعد الدور الأول من تصفيات كأس العالم حتى تصفيات كأس العالم 2022 حيث تغلبت على منتخب ساو تومي وبرينسيبي 3-1 في مباراتين عبر ثلاثة أهداف سجلها جوزيف مينديز.

### كأس الأمم الأفريقية
شاركت غينيا بيساو لأول مرة في تصفيات كأس الأمم الأفريقية عام 1994 حيث تغلبت على الرأس الأخضر بثلاث جولات، لكنها فشلت في تسجيل نقطة واحدة في الجولة الثانية حيث ألغي تعادلها مع توجو بعد انسحاب توجو من البطولة. في عام 1996، انسحبت غينيا بيساو خلال التصفيات بعد تعادل وخسارتين، مما أدى إلى إيقافها في كأس الأمم الأفريقية 1998.
دخلت غينيا بيساو التصفيات في عام 2006 حيث خسرت 4-1 أمام منتخب مالي لكرة القدم وتم حظرها مرة أخرى في عام 2008 بسبب الديون غير المسددة للاتحاد الأفريقي لكرة القدم. في عام 2012، حققوا فوزًا واحدًا (1-0 ضد كينيا) وخمس خسائر ليحتلوا المركز الأخير في المجموعة J. في العام التالي تم إقصائهم 2-0 من قبل الكاميرون. في عام 2015، بعد فوز على جمهورية إفريقيا الوسطى 3-1، خسروا أمام بوتسوانا بنفس النتيجة.
في تصفيات 2017، تم سحب غينيا بيساو من المستوى 4 إلى المجموعة الخامسة، وعلى الرغم من كونها الدولة الأقل تصنيفًا في مجموعتها، فقد حققت عشر نقاط وتأهلت لبطولة 2017 قبل الكونغو وزامبيا وكينيا. في أول ظهور لها في كأس الأمم الأفريقية، تعادلت غينيا بيساو 1-1 مع الغابون بهدف التعادل في الدقيقة 91 عن طريق جواري سواريس. كانت هذه هي النقطة الوحيدة التي جمعوها في البطولة وتم إقصائهم من دور المجموعات.
ثم فازت غينيا بيساو أيضًا بمجموعتها في تصفيات 2019 لتصل إلى النهائي الثاني على التوالي. تمكنوا مرة أخرى من التعادل مرة واحدة (0-0 ضد بنين) وخسارتين وفشلوا في التقدم إلى مراحل خروج المغلوب.
في 30 مارس 2021، فاز منتخب غينيا بيساو في مباراته النهائية في التصفيات أمام الكونغو، وتمكن المنتخب من المشاركة للمرة الثالثة على التوالي في كأس الأمم الأفريقية.

## وصلات خارجية
- قائمة بيانات المنتخب من الموقع الرسمي للفيفا باللغة العربية